# Donji Proložac
Donji Proložac je naselje u općini Proložac, u Splitsko-dalmatinskoj županiji. 

## Zemljopis
Naselje se nalazi istočno od Prološkog blata.

## Stanovništvo
1991. smanjeno izdvajanjem dijela područja u samostalno naselje Postranje, za koje sadrži podatke u 1953. i 1961. U 1869. i 1921. sadrži podatke za naselje Šumet. U 1869. i 1921. sadrži dio podataka za naselje Krivodol, općina Podbablje. Naselja pod imenom Donji Proložac i Gornji Proložac iskazuju se od 1948. Do 1931. iskazivano je naselje pod imenom Proložac. Za to bivše naselje sadrži podatke u navedenom razdoblju.
| broj stanovnika | 1324  | 1172  | 1454  | 1779  | 2125  | 2468  | 1946  | 2120  | 2127  | 2898  | 3018  | 1391  | 1182  | 1630  | 1680  | 1511  | 1288  |
|                 | 1857. | 1869. | 1880. | 1890. | 1900. | 1910. | 1921. | 1931. | 1948. | 1953. | 1961. | 1971. | 1981. | 1991. | 2001. | 2011. | 2021. |

## Znamenitosti
- Zelena katedrala
- Izvori Vrljike
- Crkva sv. Mihovila, zaštićeno kulturno dobro
- Arheološko nalazište Češljarova glavica
- Arheološko nalazište Opačac